# 松布里乌
松布里乌是巴西圣卡塔琳娜州的一个市镇。总面积142.745平方公里，总人口24424人，人口密度171.1人/平方公里。